# Kamaliya (album)
KAMALIYA – czwarty album studyjny piosenkarki Kamalii, który swoją oficjalną premierę miał w 2012 roku. Pierwszym singlem pochodzącym z albumu jest "Crazy In My Heart". Autorem większości utworów jest rosyjski piosenkarz, kompozytor Filipp Kirkorow, który we współpracy z greckim kompozytorem  Dimitrisem Kontopolousem stworzyli takie hity jak "Rising Up", "Crazy In My Heart". Utwór "Arrhythmia" jest soundtrackiem do filmu "Officer Down" w którym zagrała sama artystka.

## Lista utworów

### Angielska wersja
| #   | Tytuł                                                            | Czas |
| --- | ---------------------------------------------------------------- | ---- |
| 1.  | "Arrhythmia" Autor: Aaron Hendra, Marcus Brown                   |      |
| 2.  | "Open Your Heart" Autor: Filipp Kirkorow, Dimitris Kontopolous   |      |
| 3.  | " Rising Up" Autor: Filipp Kirkorow, Dimitris Kontopolous        |      |
| 4.  | "Make Up Your Mind" Autor: Filipp Kirkorow, Dimitris Kontopolous |      |
| 5.  | "White Nights" Autor: Filipp Kirkorow, Dimitris Kontopolous      |      |
| 6.  | "Crazy in My Heart" Autor: Filipp Kirkorow, Dimitris Kontopolous |      |
| 7.  | "You Are the One" Autor: Filipp Kirkorow, Dimitris Kontopolous   |      |
| 8.  | "Rhythm Got the Groove" Autor: -                                 |      |
| 9.  | "I'm a Fighter" Autor: Filipp Kirkorow, Dimitris Kontopolous     |      |
| 10. | "My Life" Autor: Filipp Kirkorow, Dimitris Kontopolous           |      |
| 11. | "Dominoes" Autor: Filipp Kirkorow, Dimitris Kontopolous          |      |

#### Remiksy
| #   | Tytuł | Czas |
| --- | --- | ---- |
| 1.  | "Arrhythmia"(Mike Rizzo Remix) Autor: - Autor remiksu: Mike Rizzo                                             | 3:48 |
| 2.  | "Open Your Eyes"(Soul Seekerz Remix) Autor: Filipp Kirkorow, Dimitris Kontopolous Autor remiksu: Soul Seekerz | 3:41 |
| 3.  | "Rising Up"(Cahill Remix) Autor: Filipp Kirkorow, Dimitris Kontopolous Autor remiksu: Cahill                  | 3:35 |
| 4.  | "Make Up Your Mind"(Digital Dog Remix) Autor: - Autor remiksu: Digital Dog                                    | 3:10 |
| 5.  | "White Nights"(Mike Rizzo Remix) Autor: - Autor remiksu: Mike Rizzo                                           | 3:23 |
| 6.  | "Crazy in My Heart"(Digital Dog Remix) Autor: - Autor remiksu: Digital Dog                                    | 3:07 |
| 7.  | "You Are the One"(Buzz Junkies Remix) Autor: - Autor remiksu: Buzz Junkies                                    | 2:58 |
| 8.  | "Got the Groove"(Cutmore Remix) Autor: - Autor remiksu: Garibay                                               | 3:51 |
| 9.  | "I'm a Fighter"(Almighty Remix) Autor: - Autor remiksu: Almighty                                              | 3:49 |
| 10. | "My Life"(Ruff Loaderz Remix) Autor: - Autor remiksu: Garibay                                                 | 3:19 |
| 11. | "Dominoes"(Almighty Remix) Autor: - Autor remiksu: Almighty                                                   | 3:48 |

### Rosyjska wersja
| #   | Tytuł                                                                              | Czas  |
| --- | ---------------------------------------------------------------------------------- | ----- |
| 1.  | "Kto Tam" Autor: Filipp Kirkorow, Anatoliy Lopatin, Dimitris Kontopolous           | 04:00 |
| 2.  | "Schastie" Autor: Filipp Kirkorow, Anatoliy Lopatin, Dimitris Kontopolous          | 03:38 |
| 3.  | "Cto Za Beda" Autor: Filipp Kirkorow, Anatoliy Lopatin, Dimitris Kontopolous       | 03:08 |
| 4.  | "Belaya Noch" Autor: Filipp Kirkorow, Anatoliy Lopatin, Dimitris Kontopolous       | 03:07 |
| 5.  | "Rozovy Zakat " Autor: Filipp Kirkorow, Anatoliy Lopatin, Dimitris Kontopolous     | 04:38 |
| 6.  | "Italomania " Autor:Filipp Kirkorow, Anatoliy Lopatin, Dimitris Kontopolous        | 03:03 |
| 7.  | "Povorot v Liubov " Autor: -                                                       | 03:39 |
| 8.  | "Moy Rai" Autor: Filipp Kirkorow, Anatoliy Lopatin, Dimitris Kontopolous           | 02:58 |
| 9.  | "Liubov - Chuma" Autor: Filipp Kirkorow, Anatoliy Lopatin, Dimitris Kontopolous    | 03:02 |
| 10. | " Blizko" Autor: Filipp Kirkorow, Anatoliy Lopatin, Dimitris Kontopolous           | 03:52 |
| 11. | "Zasmeyatsa" Autor: Filipp Kirkorow, Anatoliy Lopatin, Dimitris Kontopolous        | 04:01 |
| 12. | "Golovokruzheniye " Autor: Filipp Kirkorow, Anatoliy Lopatin, Dimitris Kontopolous | 03:53 |

#### Remiksy
| #   | Tytuł | Czas |
| --- | --- | ---- |
| 1.  | "Kto Tam"(Soul Seekerz Remix) Autor: Filipp Kirkorow, Anatoliy Lopatin, Dimitris Kontopolous Autor remiksu: Soul Seekerz    | 3:41 |
| 2.  | "Schastie"(Cahill Remix) Autor: Filipp Kirkorow, Anatoliy Lopatin, Dimitris Kontopolous Autor remiksu: Cahill               | 3:34 |
| 3.  | "Cto Za Beda"(Digital Dog Remix) Autor: Filipp Kirkorow, Anatoliy Lopatin, Dimitris Kontopolous Autor remiksu: Digital Dog  | 3:10 |
| 4.  | "Belaya Noch"(Mike Rizzo Remix) Autor: Filipp Kirkorow, Anatoliy Lopatin, Dimitris Kontopolous Autor remiksu: Mike Rizzo    | 3:21 |
| 5.  | "Rozovy Zakat"(Digital Dog Remix) Autor: Filipp Kirkorow, Anatoliy Lopatin, Dimitris Kontopolous Autor remiksu: Digital Dog | 3:53 |
| 6.  | "Italomania"(Buzz Junkies Remix) Autor: Filipp Kirkorow, Anatoliy Lopatin, Dimitris Kontopolous Autor remiksu: Buzz Junkies | 2:59 |
| 7.  | "Povorot v Liubov"(Cutmore Remix) Autor: - Autor remiksu: Cutmore                                                           | 3:50 |
| 8.  | "Moy Rai"(Ruff Loaderz Remix) Autor: Filipp Kirkorow, Anatoliy Lopatin, Dimitris Kontopolous Autor remiksu: Ruff Loaderz    | 3:19 |
| 9.  | "Liubov - Chuma"(Almighty Remix) Autor: Filipp Kirkorow, Anatoliy Lopatin, Dimitris Kontopolous Autor remiksu: Almighty     | 3:44 |
| 10. | " Igra s Ognem" duet z Filippem Kirkorowem Autor: -                                                                         | 3:03 |